# Rann de Kutch
Pour les articles homonymes, voir Kutch.
Le Rann de Kutch est un marais salé saisonnier du nord-ouest de l'Inde, dans le district de Kutch de l'État du Gujarat, et du sud-est du Pakistan, dans la province du Sind. Le site est reconnu en tant que site Ramsar depuis le 5 novembre 2002.

## Géographie
Le Rann de Kutch est composé du grand Rann de Kutch au nord et du petit Rann de Kutch à l'est. Sa limite septentrionale délimite la frontière entre l'Inde et le Pakistan. Il constitue un ancien golfe de la mer d'Arabie à laquelle il est relié à l'ouest au niveau du delta de l'Indus et au golfe de Kutch à l'est. Lors de la mousson, l'eau envahit le marais, entourant entièrement le reste du district de Kutch qui forme alors une île temporairement séparée du reste de l'Inde.

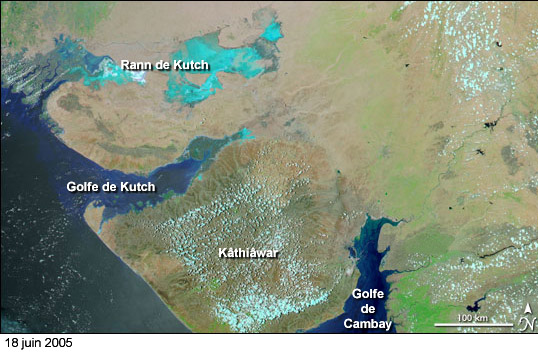
Image satellite du Rann de Kutch inondé lors de la saison des pluies en juin 2005.